# Tecomatlán (Puebla)
Tecomatlán es una localidad del estado mexicano de Puebla. Es cabecera del municipio de Tecomatlán.

## Demografía
| Censo | Población |
| ----- | --------- |
| 1900  | 1221      |
| 1910  | 1371      |
| 1921  | 1227      |
| 1930  | 1518      |
| 1940  | 1228      |
| 1950  | 1114      |
| 1960  | 1019      |
| 1970  | 1135      |
| 1980  | 1198      |
| 1990  | 1721      |
| 1995  | 1503      |
| 2000  | 2370      |
| 2005  | 1884      |
| 2010  | 2624      |
| 2020  | 3706      |